# Neritina turrita
Neritina turrita ist eine im Süß- und Brackwasser lebende Schnecke aus der Familie der Kahnschnecken (Neritidae), die zur Ordnung der Neritomorpha zählt. Sie ist an den Flussmündungen der Küsten und Inseln des Indopazifik verbreitet. Unter dem Namen Zebrarennschnecke ist sie bei Aquarianern beliebt.

## Merkmale

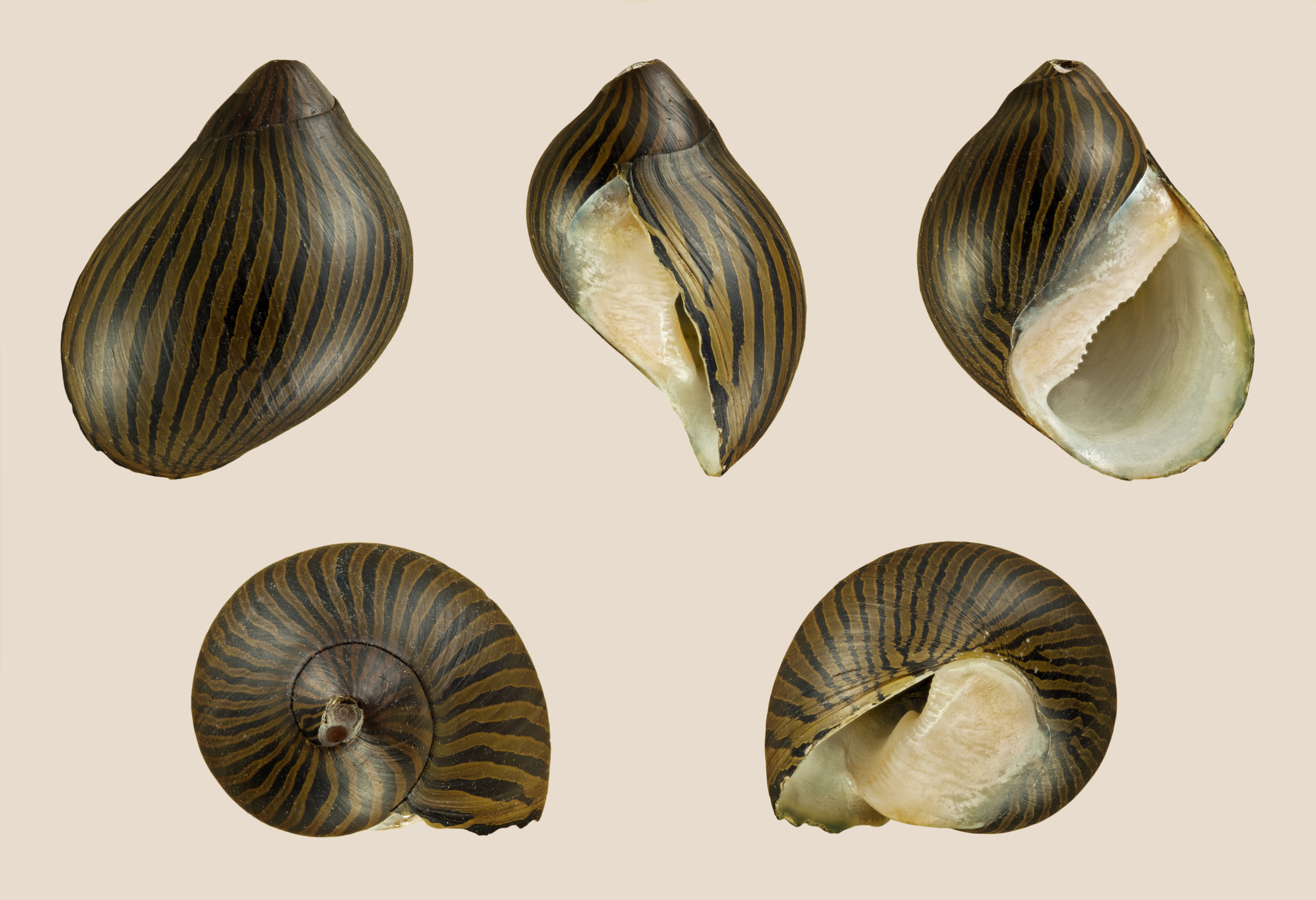
Schmal gebänderte Form

Das länglich kegelförmige Gehäuse von Neritina turrita, das bei ausgewachsenen Schnecken bis zu 32 mm hoch wird und einen Durchmesser von 18 bis 27 mm erreicht, hat schwache Anwachsstreifen und kann eine feine Spiralstreifung aufweisen. Das Gewinde mit seinen bis zu viereinhalb Umgängen steht sehr hervor, nimmt etwa ein Drittel bis Dreifünftel der Gesamtlänge ein und ist an der Spitze meist ausgefressen. Die leicht konkaven Umgänge sind nach oben hin abgeflacht. Die Naht ist nicht tief und steigt sehr schief herab. Die Gehäusemündung ist wenig schief und innen bläulich weiß. Die untere Muskelleiste ist schwach ausgeprägt, fast gerade und in der Frontansicht halb verdeckt. Der Außenrand ist oben leicht S-förmig gekrümmt oder fast gerade und unten bogenförmig vorgezogen, der Unterrand aufsteigend. Die Columellarfläche ist etwas gewölbt, unregelmäßig von einigen Furchen durchzogen, gelblich weiß, geht nach hinten meist in blass orange über und unten nur wenig breiter als oben, dabei mit einer deutlichen Grenzlinie, die im unteren Drittel nach vorn umbiegt und zum Unterrand hin kantig wird. Der Columellarrand hat in der Mitte eine deutliche Einbuchtung, in der und oberhalb derselben einige stumpfe Zähnchen sitzen, die oberhalb schwächer sind und unterhalb mit einer gemeinsamen Anschwellung hervor stehen.
Die mehr oder weniger glänzende Oberfläche des Gehäuses hat eine bräunlich gelbe bis grüngelbe Schalenhaut. Auf der grünlich gelben bis rötlich gelbbraunen Grundfarbe ist sie mit breiten, schiefen schwarzen Striemen oder Fleckenreihen gezeichnet. Nach der Gehäusezeichnung werden verschiedene Varietäten unterschieden.
Das Operculum ist außen blass gelblich bis blass fleischfarben, am Kern weißlich und am Saum dunkelrot. Die Innenseite ist lebhafter fleischfarben. Der etwas dunkler fleischfarbene Zapfen ist einfach und stumpf. Die zusammengedrückte Rippe hat schwache Längsfurchen und endigt am freien Ende in ein umgebogenes Häkchen. Der Innenrand hat einen deutlichen Vorsprung, der auf der Innenseite als leichte Rippe erscheint.

## Geographische Verbreitung und Lebensraum
Neritina pulligera ist in den Flussmündungen der Küsten und Inseln des Indopazifiks verbreitet, so in Südostasien mit Indonesien, Malaysia und Neuguinea, auf den Philippinen, Taiwan, den Salomonen, Fidschi, Samoa und in Französisch-Polynesien.
Die Schnecken leben auf Schlamm und Holz im Brackwasser der Flussmündungen an der Küste.

## Lebensweise
Neritina turrita ist wie alle Kahnschnecken getrenntgeschlechtlich. Das Männchen begattet das Weibchen mit seinem Penis. Das Weibchen befestigt an Steinen und Wurzeln pro Gelege etwa 20 bis 30 Eikapseln, die jeweils etwa 50 Eier enthalten. Hieraus schlüpfen zunächst freischwimmende Veliger-Larven. Diese werden ins Meerwasser verdriftet, wo sie sich als Zooplankton von Plankton ernähren. In Süßwasser können die Larven nur kurze Zeit überleben. Kurz vor der Metamorphose suchen die Veliger-Larven wieder Brackwasserbereiche auf. Nach der Metamorphose wandern die fertigen Schnecken die Flüsse hinauf. Die Entwicklung der Schnecke ist somit an den Küstenbereich gebunden.
Die Schnecke ernährt sich vom Algenbewuchs auf Wasserpflanzen, Holz und anderen Substraten.

## Verwendung

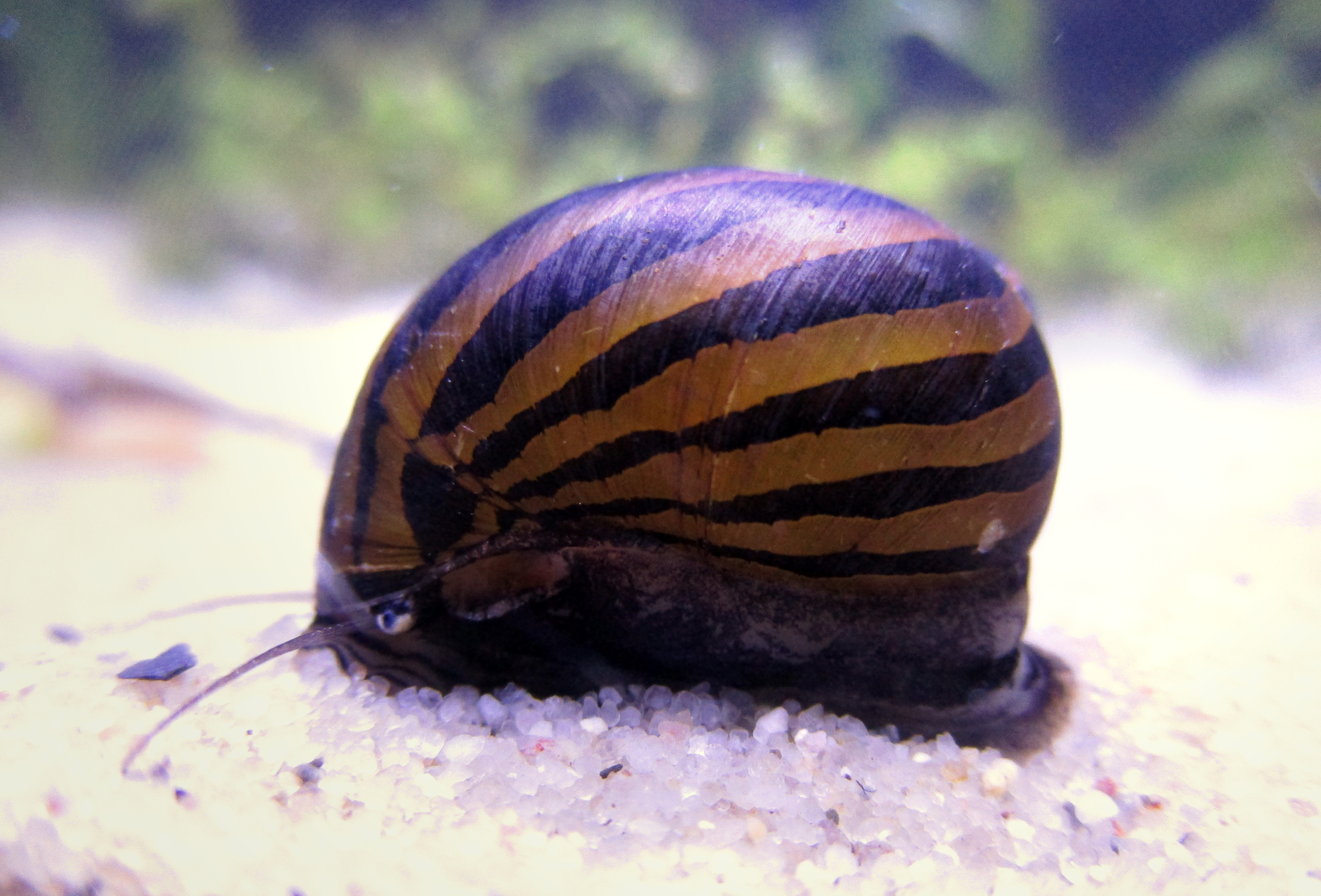
Neritina turrita im Aquarium

Neritina turrita ist in der Aquaristik auf Grund ihres farbenfrohen Gehäuses beliebt und wird dazu verwendet, Aquarien und Wasserpflanzen von Algenbewuchs freizuhalten. Eine ähnliche Verwendung finden eine Reihe ähnlicher Kahnschnecken, die auf Grund ihrer Gehäusezeichnung ebenfalls Zebrarennschnecken genannt werden. Neritina turrita wird bis zu 15 Jahre alt. Im Aquarium erreichen die Gehäuse einen Durchmesser von 2,5 cm. Die günstigste Temperatur des Aquariums beträgt 22 bis 28 °C. Wie bei anderen Kahnschnecken und überhaupt den meisten Schnecken mit freischwimmenden Veliger-Larven ist die Nachzucht bisher nicht gelungen, da die richtige Ernährung der im Salzwasser lebenden Larven scheitert. Sämtliche Kahnschnecken in Aquarien sind also Wildfänge.

## Anmerkung
1. ↑  Nicht zu verwechseln mit der ebenfalls Zebrarennschnecke genannten Vittina coromandeliana, die ebenso in Südostasien lebt. Eine weitere bei Aquarianern beliebte Art ist die in Ostafrika lebende Neritina natalensis. Daher wird der wissenschaftliche Name bevorzugt.